# Шорсткість виробки

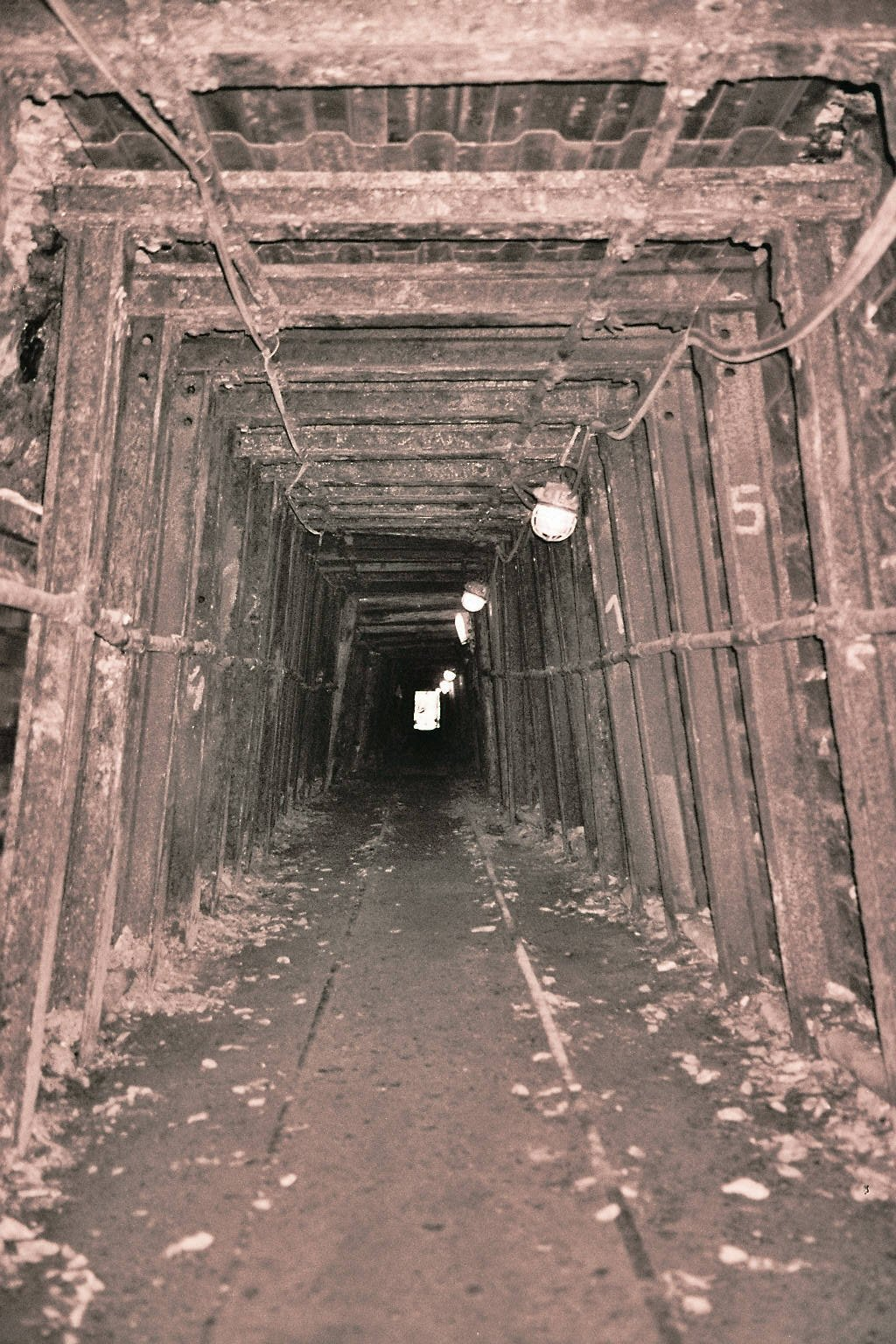
Гірнича виробка. Трапецієподібний перетин.

Шорсткість гірничої виробки (рос. шероховатость горной выработки, англ. mine working roughness, нім. Unebenheit f des Grubenbaus, Rauhigkeit f des Grubenbaus — розмір виступів та їх розташування за довжиною гірничої виробки. Розрізняють рівномірну (закріплену) і нерівномірну (незакріплену) виробки. Відносна шорсткість — відношення висоти виступів до гідравлічного діаметра (радіуса).